# Oratorio della Madonna delle Grazie (Mirandola)
L'oratorio della Madonna delle Grazie, comunemente noto come oratorio della Madonna della via di Mezzo, è un edificio situato nella periferia sud-occidentale di Mirandola, in provincia di Modena, a metà strada tra le frazioni di San Giacomo Roncole e San Martino Carano, all'incrocio delle odierne via Mercadante e via Scarabella.
Riedificato nel 1929 sull'argine meridionale del canale Diversivo di Cavezzo, la chiesetta sorge nel luogo in cui era presente l'omonimo monastero domenicano che nel XVI secolo fu sede del tribunale della Santa Inquisizione. Al suo interno è custodito un settecentesco altare in scagliola.

## Storia
L'originaria chiesa della Madonna della via di Mezzo venne edificata alla fine del XV secolo dai frati domenicani, ma venne distrutta nel 1511 in occasione dell'assedio della Mirandola di papa Giulio II. Ricostruita nel 1523, la chiesa venne di nuovo distrutta nel 1533 durante un altro scontro bellico.
Risale al 1583 l'edificazione della chiesa e del convento dei Padri di San Domenico, che divennero un importante luogo di culto della bassa modenese.
La chiesa era famosa anche fuori dai confini dell'antico Ducato della Mirandola, poiché ospitava un'immagine miracolosa della Madonna del Rosario ed era sede del tribunale dell'Inquisizione. In particolare si ricorda la grande caccia alle streghe del 1523-1525, che portò ad inquisire oltre 60 persone e alla condanna di dieci colpevoli di stregoneria, bruciati vivi sulla piazza della Mirandola.
Nel 1652 i frati domenicani dovettero abbandonare il grandioso complesso religioso, che nel corso degli anni venne spogliato e manomesso, cadendo in rovina, fino a quando negli anni 1920 venne completamente raso al suolo in occasione della costruzione del canale Diversivo.

## Architettura
L'oratorio presenta un esterno semplice con muri in mattoni a vista e tetto a due spioventi. Al suo interno è conservato l'antico altare maggiore della chiesa precedente, che custodisce la cinquecentesca sacra immagine della Madonna del Rosario (salvata dalla distruzione del 1533 e ricollocata nel 1585 sull'altare maggiore). L'altare, interamente realizzato in scagliola dall'artista carpigiano Giovanni Pozzuoli, è caratterizzato da 15 immagini policrome, ognuno dei quali rappresenta uno dei misteri del Rosario. Il paliotto, risalente al 1650-1660 ed opera del carpigiano Gian Marco Barzelli, rappresenta una copia della Madonna del Rosario della pieve di Budrione (Carpi).